# Sirtuína
As sirtuínas são uma classe de enzimas que processam a desacetilase das histonas ou a actividade da mono-ribosiltransferase. Encontram-se num grande espectro de organismos, desde as leveduras e bactérias aos humanos. As sirtuínas parecem estar relacionadas com o envelhecimento e na regulação da transcrição, apoptose e resistência ao stress, como também com regulação de processos metabólicos em situações de baixa quantidade de calorias.

## Explicações Bioquímicas

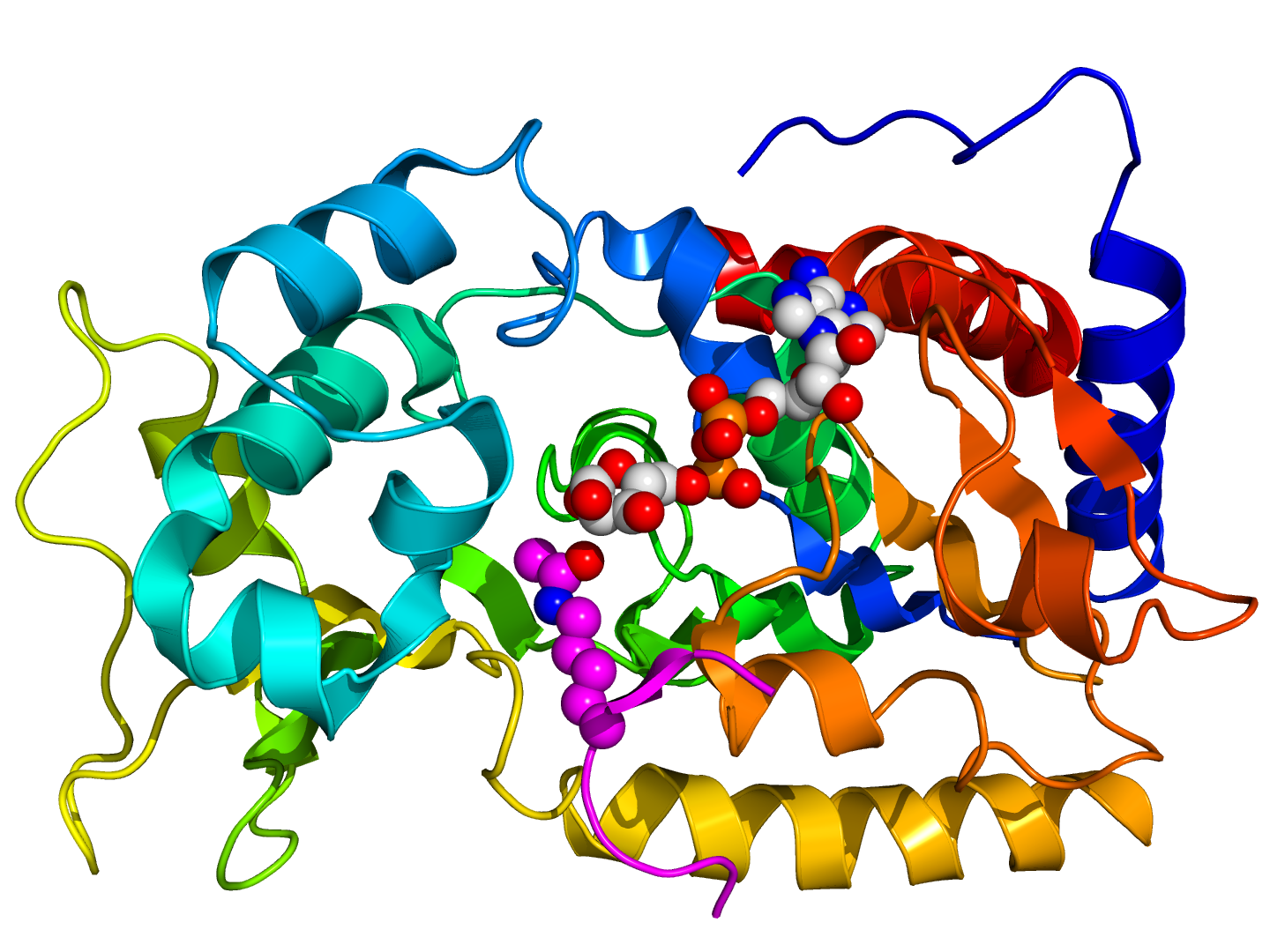
Estrutura cristalográfica de Sir2

A primeira sirtuína a ser descoberta foi a Sir2, encontrada numa levedura – Saccharomyces cerevisiae – usada no vulgar fermento do padeiro. Depois foram identificadas nos mamíferos sete sirtuínas (SIRT 1-7) que ocupam diferentes compartimentos celulares: núcleo (1, 2, 6 e 7); citoplasma (1 e 2); mitocôndria (3, 4 e 5).
Se forem colocadas Saccharomyces cerevisiae num nutriente à base de glicose, verifica-se o tempo de vida da levedura aumenta com a diminuição das calorias do nutriente. Ela mantém-se viável por um maior número de gerações. E isto também se verifica em ratos.
Assim, a Saccharomyces cerevisiae serviu de modelo para descobrir quais genes e proteínas (enzimas e coenzimas) estão envolvidos no processo de regulação relacionado com o envelhecimento. Já foram identificados mais de 16 genes. Um deles, é o gene da sirtuína Sir2 que tem o mesmo nome. Comanda a produção de uma enzima que catalisa as reacções químicas. Quando este gene está ligado mais tempo, leva à produção de mais proteína Sir2, e o tempo de vida da levedura aumenta. E quando é desligado o gene, a levedura vive menos.
Em cultura de células humanas foi analisado o comportamento da sirtuína SIRT1. Verificou-se que se comportava da mesma maneira que a Sir2 da levedura.

## Implicações Clínicas
Como as sirtuínas são um conjunto de enzimas relacionadas com a ligação ou silenciamento de genes que têm a ver com a longevidade das células, e por conseguinte envolvidas na preservação dos tecidos do corpo, é bom de ver o filão que isto representa para a medicina, sobretudo para aqueles que procuram o elixir da eterna juventude. Particularmente, a sirtuínas participam de um mecanismo de retroalimentação mantendo as células vivas mais tempo quando submetidas a situações de stress. 
A actividade das sirtuínas é inibida pela nicotinamida, que se liga a sítios específicos de receptores. Assim, certos fármacos podem interferir com esta ligação e aumentar a actividade das sirtuínas. Abre-se a porta à produção de novos agentes que bloqueiem especificamente o sítio de ligação da nicotinamida, sendo úteis no tratamento de certas doenças oncológicas, doença de Alzheimer, diabetes, aterosclerose e gota.
Estudos recentes mostram que o resveratrol, uma substância presente, por exemplo, na casca das uvas pretas, e por conseguinte também nos vinhos tintos, é muito eficaz na estimulação desta família de enzimas – as sirtuínas. Activa, possivelmente, a SIRT1. Mas como ainda não há estudos directos no humano, para já é apenas especulativa a hipótese de o resveratrol atrasar o envelhecimento humano.. Existem contudo novos estudos que vêm contradizer o anterior. Estes foram levados a cabo, tal como os anteriores, em leveduras, vermes e moscas e apenas nas primeiras ficou demonstrado que uma sobre-expressão das sirtruínas estava realmente relacionado com um aumento da longevidade. Concluiu-se igualmente que o resveratrol não está relacionado com activação destas enzimas.